# عمارت بادگیردار قاجاری
عمارت بادگیردار قاجاری مربوط به دوره قاجار است و در ری، بزرگراه شهید آوینی، خیابان شهید سیلسپور، روستای عماد آور پلاک ۱ واقع شده و این اثر در تاریخ ۲۲ مرداد ۱۳۸۴ با شمارهٔ ثبت ۱۳۳۵۵ به‌عنوان یکی از آثار ملی ایران به ثبت رسیده است.